# Barranc de Cabidella

El Barranc de Cabidella, respecte del terme d'Abella de la Conca

El barranc de Cabidella és un barranc del terme municipal d'Abella de la Conca, a la comarca del Pallars Jussà.
S'origina a Cabidella, en el vessant sud del Tossal del Montsor, al nord-nord-oest de Cal Teixidor, des d'on davalla cap a migdia i va a abocar-se a la llau de les Llongues a prop i a l'oest de Cal Teixidor.

## Etimologia
Es tracta d'un topònim romànic descriptiu modern: és la llau que discorre a llevant i migdia de Cabidella, d'on pren el nom.